# Diadenis Luna
Diadenis Luna Castellano (Santiago di Cuba, 11 settembre 1975) è un'ex judoka cubana.

## Palmarès
| Anno | Manifestazione      | Sede          | Evento | Risultato | Note |
| ---- | ------------------- | ------------- | ------ | --------- | ---- |
| 1995 | Giochi panamericani | Mar del Plata | 72kg   | Oro       |      |
| 1995 | Mondiali            | Chiba         | 72kg   | Oro       |      |
| 1996 | Giochi olimpici     | Atlanta       | 72kg   | Bronzo    |      |
| 1997 | Mondiali            | Parigi        | 72kg   | Argento   |      |
| 1999 | Giochi panamericani | Winnipeg      | 78kg   | Oro       |      |
| 1999 | Mondiali            | Birmingham    | 78kg   | Bronzo    |      |